# Joakim Garff
Joakim Garff (født 25. februar 1960 i London) er en dansk teolog-uddannet forfatter og forskningslektor. Cand.theol. 1986, lic.theol. 1990. Fra 1992 til 1999 var han formand for Søren Kierkegaard Selskabet. Han er nu lektor på Søren Kierkegaard Forskningscenteret i København. Han er også medredaktør af Søren Kierkegaards Skrifter. Han har skrevet en række bøger siden sin første bog Den søvnløse. Kierkegaard læst æstetisk/biografisk (1995). Hans biografi om Søren Kierkegaard, SAK. Søren Aabye Kierkegaard. En biografi (2000), der blev en bestseller i Danmark og udlandet, er oversat til adskillige sprog. Biografien blev belønnet med såvel Georg Brandes-Prisen som Weekendavisens litteraturpris. Gift med forfatter Synne Garff.